# 23 april
23 april is de 113de dag van het jaar (114de dag in een schrikkeljaar) in de gregoriaanse kalender. Hierna volgen nog 252 dagen tot het einde van het jaar.

## Gebeurtenissen
- Algemeen
  - 1516 - Het Reinheitsgebot, gaat van kracht in het hertogdom Beieren. Thans de oudste warenwet ter wereld.
  - 1949 - Nederland annexeert delen van Duitsland als compensatie voor geleden oorlogsschade. De meeste geannexeerde gebieden zijn in 1963 weer teruggegeven.
  - 1998 - Marc Dutroux ontsnapt uit het gerechtsgebouw van Neufchâteau. Vier uur later wordt hij in de Ardense bossen van Herbeumont opgemerkt door een boswachter en gearresteerd. Minister van Justitie Stefaan De Clerck en Minister van Binnenlandse Zaken Johan Vande Lanotte hebben ondertussen al hun ontslag gegeven. In 2000 wordt Dutroux veroordeeld tot vijf jaar cel voor het bedreigen van een politieagent bij de ontsnapping.
  - 2007 - De 16-jarige scholier Gerd Nan van Wijk overlijdt voor de deur van zijn school in Alkmaar aan de gevolgen van zinloos geweld.
  - 2009 - Internationale donoren hebben de regering van Somalië ruim 150 miljoen euro toegezegd om de vrede en stabiliteit in het door burgeroorlogen verscheurde Oost-Afrikaanse land te herstellen.
  - 2015 - De vulkaan Calbuco in het zuiden van Chili komt voor de tweede keer binnen korte tijd tot uitbarsting.
- Kunst en cultuur
  - 2024 - Cabaretier Youp van 't Hek breekt zijn theatervoorstelling in Carré af. Hij heeft last van black-outs en staakt tijdelijk zijn afscheidstournee.[1]
- Media
  - 2005 - Me at the zoo wordt als eerste video op YouTube geüpload.
  - 2019 - Na zeven maanden is de comeback van JENSEN alweer voorbij. RTL 5 trekt de stekker er weer uit, te weinig kijkers.

- Muziek
  - 1975 - Pete Ham van Badfinger pleegt zelfmoord op 27-jarige leeftijd.
  - 1976 - Black and Blue, elpee van The Rolling Stones, komt uit in Europa. Het is het eerste album waarop gitarist Ron Wood meespeelt als opvolger van Mick Taylor.
  - 2016 - Mariah Carey treedt op in een uitverkocht Ziggo Dome.
  - 2021 - Boudewijn de Groot stopt per direct met optredens.

- Oorlog
  - 1633 - Willem van Nassau-Siegen wordt benoemd tot veldmaarschalk van de Republiek, waarmee hij Ernst Casimir van Nassau-Diez opvolgt.

- Politiek
  - 1533 - De Anglicaanse Kerk ontbindt het huwelijk tussen Catharina van Aragon en Hendrik VIII.
  - 1990 - Li Peng, de Chinese eerste minister, brengt een vierdaags staatsbezoek aan de Sovjet-Unie. Het is de eerste keer sinds 1964 dat de Sovjet-Unie zo'n hoog Chinees bezoek krijgt.
  - 2012 - President Hugo Chávez van Venezuela belt een tv-station om te melden dat hij nog leeft, nadat hij negen dagen niets van zich had laten horen terwijl hij een behandeling tegen kanker onderging op Cuba.
  - 2012 - Premier Mark Rutte van Nederland dient bij Koningin Beatrix het ontslag in van het voltallige kabinet-Rutte I.
  - 2015 - In Zuid-Afrika protesteren duizenden mensen tegen het geweld tegen immigranten. Ze lopen een mars van vier kilometer door Johannesburg, waar het meeste geweld plaatsvindt.

- Recreatie
  - 2005 - GaiaPark Kerkrade Zoo opent zijn deuren voor publiek.

- Religie
  - 1988 - Verheffing van het Bisdom Luxemburg tot Aartsbisdom Luxemburg.

- Sport
  - 1983 - Phil Anderson wint de achttiende editie van Nederlands enige wielerklassieker, de Amstel Gold Race.
  - 1988 - Jelle Nijdam wint de 23ste editie van de Amstel Gold Race.
  - 1994 - Johan Museeuw wint de 29ste editie van de Amstel Gold Race.
  - 2005 - PSV Eindhoven behaalt voor de 18e keer het kampioenschap van de Holland Casino Eredivisie.
  - 2010 - Heropening van de Sinan Erdem Dome in Istanboel.
  - 2011 - Opening van het Estádio do Zimpeto, een voetbalstadion in de Mozambikaanse hoofdstad Maputo
  - 2021 - Jay Gorter, doelman van Go Ahead Eagles, houdt voor de 24e keer zijn doel schoon in het betaald voetbal. Het record van Tonnie van Leeuwen dat 50 jaar oud was, is nu verbroken.
  - 2023 - Sifan Hassan wint de Marathon van Londen in een nieuw Nederlandse Record van 2.18.33.[2]

- Wetenschap en technologie
  - 1940 - Herman Anthony vraagt octrooi aan op de lekvrije batterij.
  - 1962 - Lancering van de Ranger 4 missie naar de Maan met een Atlas-Agena raket. Na de lancering verliest NASA het contact met het ruimtevaartuig en draait de missie op een mislukking uit.[3]
  - 2001 - Intel introduceert de Pentium 4-processor.
  - 2010 - US Airforce lanceert voor het eerst het geheime X-37B ruimtevliegtuig. Het toestel dat ook wel bekend is als Orbital Test Vehicle lijkt op een kleine versie van de spaceshuttle en werkt volledig autonoom.[4]
  - 2019 - Wetenschappers maken bekend dat op 6 april 2019 een seismometer die door NASA’s InSight lander op Mars is geplaatst voor het eerst met zekerheid een Marsbeving heeft waargenomen. Van enkele andere waargenomen signalen is niet zeker of het bevingen betreft.[5]
  - 2024 - Een eruptie van een filament en drie zonnevlekken die vrijwel gelijktijdig een zonnevlam produceren veroorzaken een uitbarsting van röntgenstraling met een gezamenlijke sterkte van M3,4. Een dergelijke viervoudige gebeurtenis is een uiterst zeldzaam verschijnsel.[6]

## Geboren

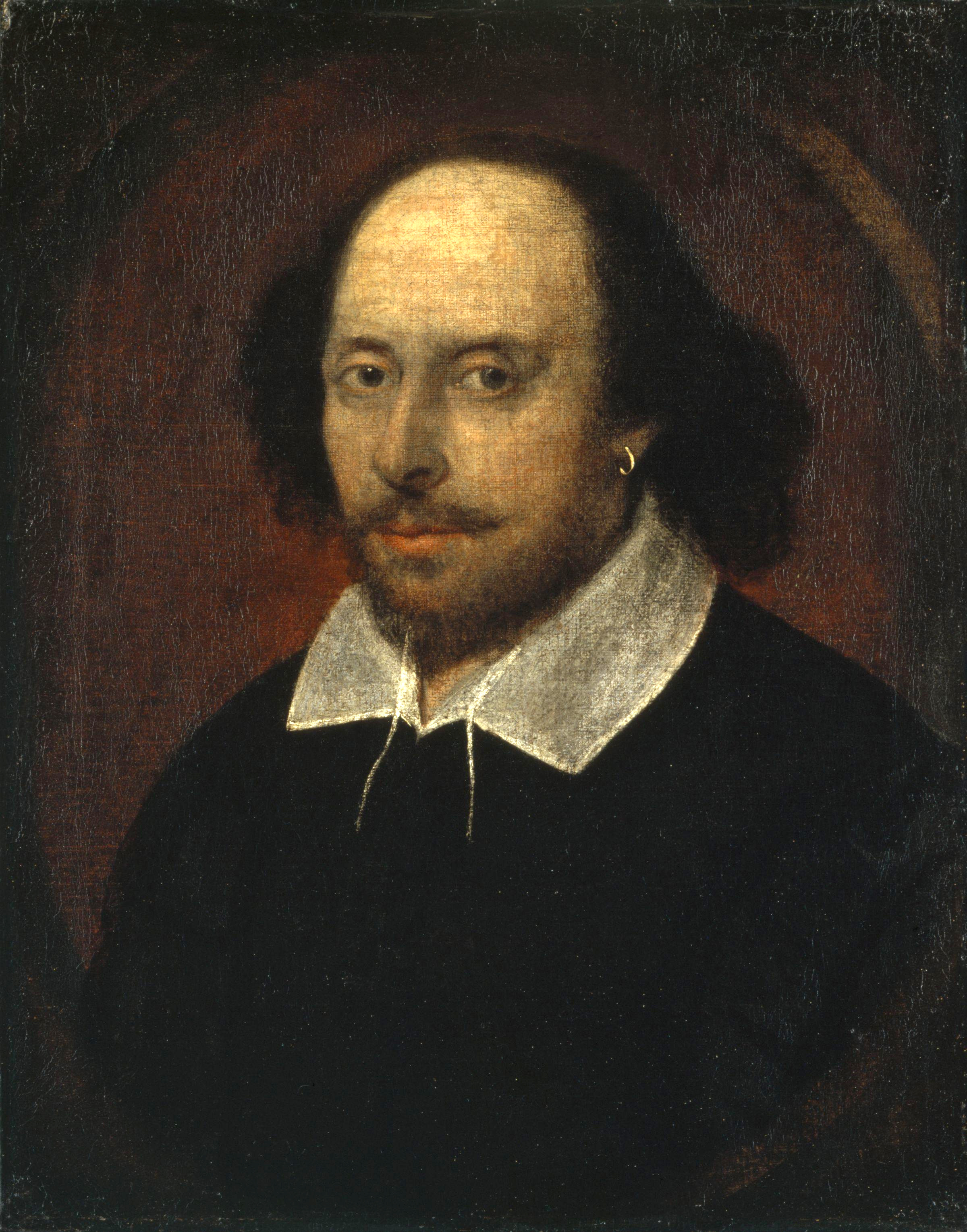
William Shakespeare
geboren in 1564

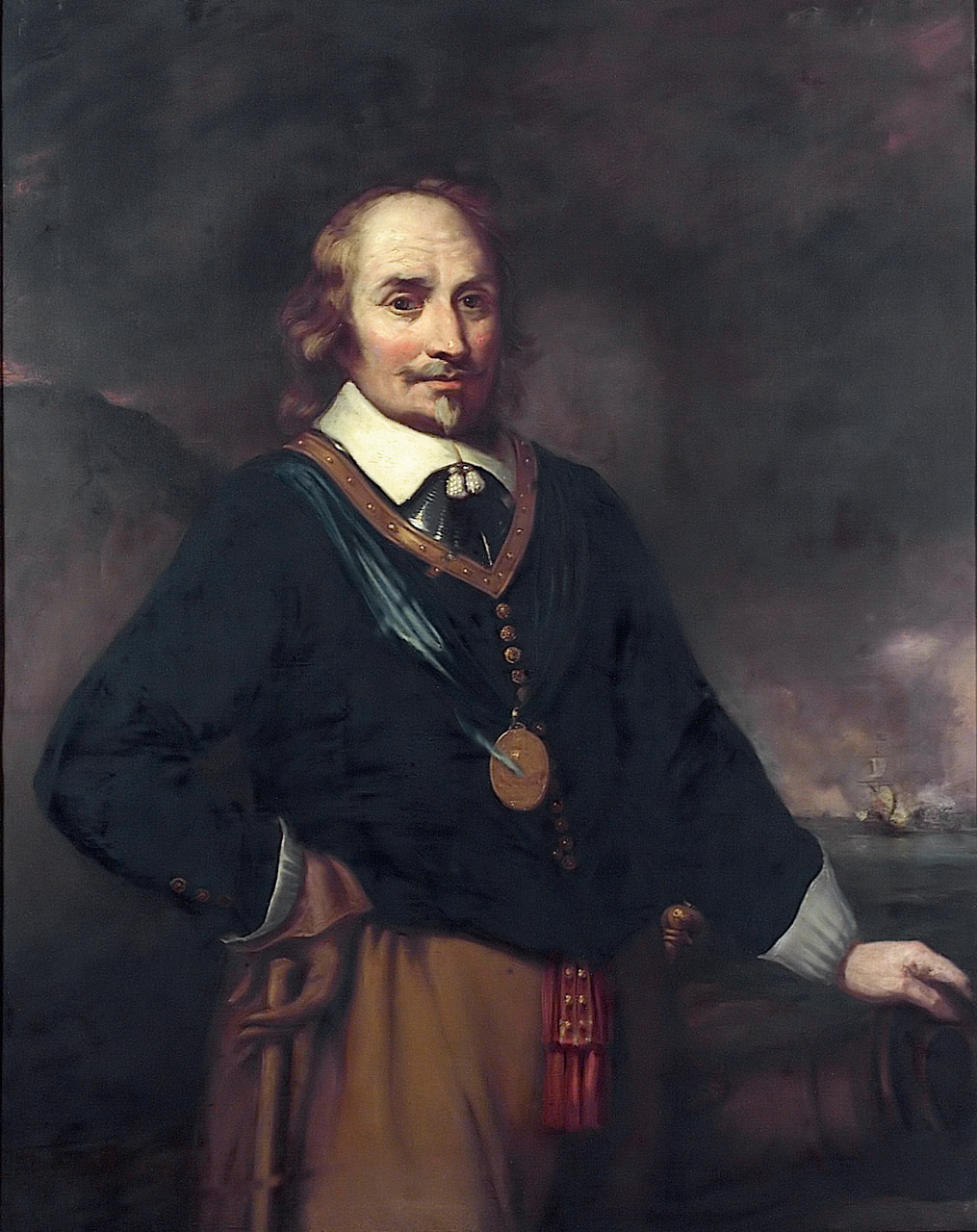
Maarten Harpertszoon Tromp
geboren in 1598

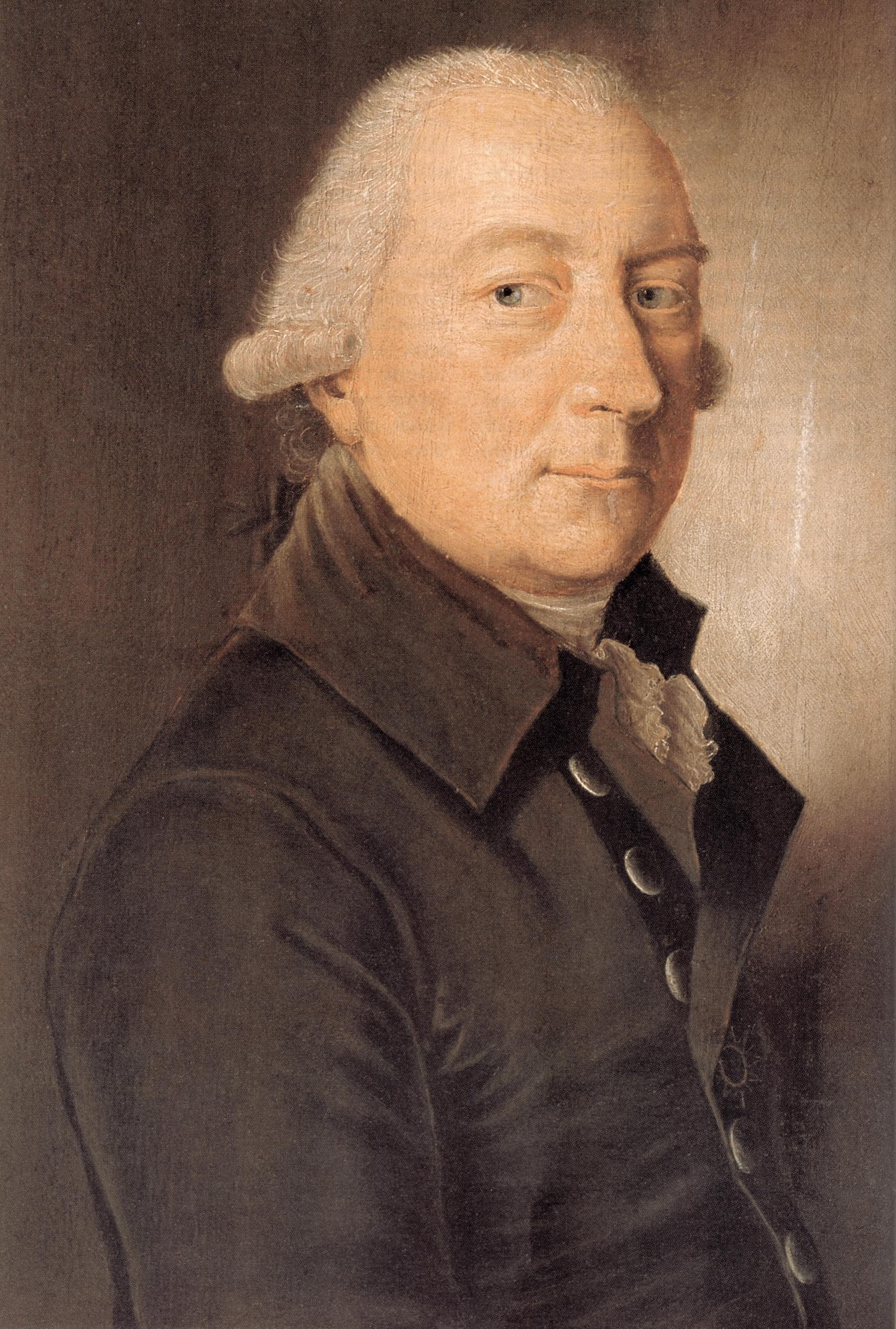
Frederik August van Nassau-Usingen
geboren in 1738

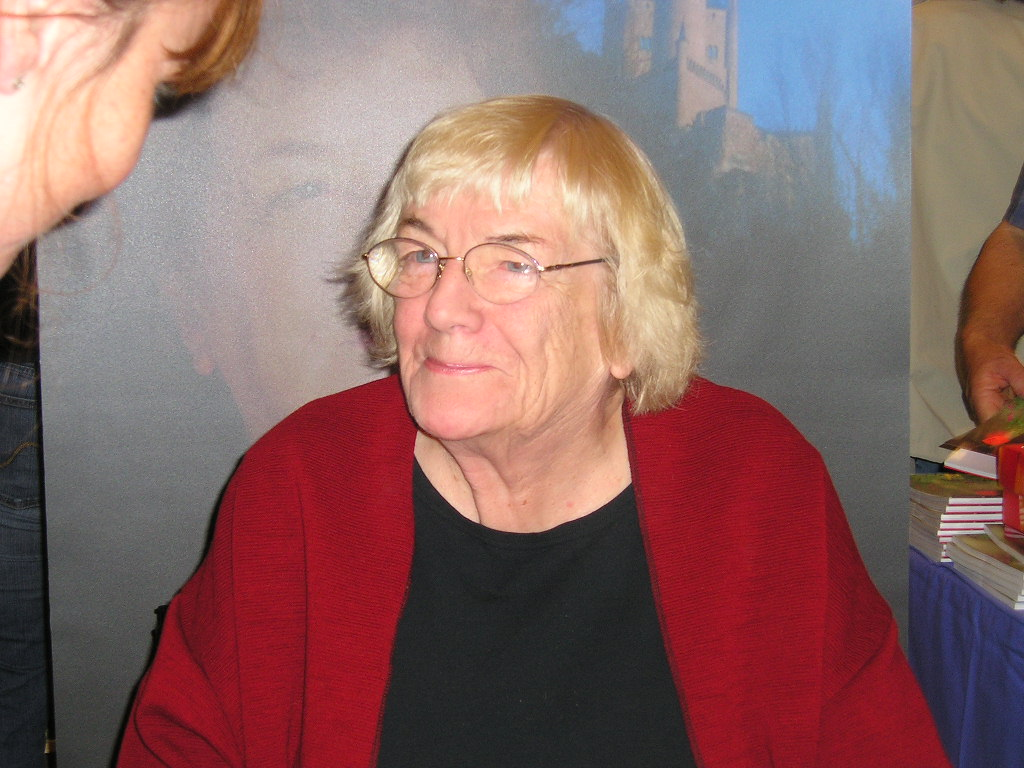
Margit Sandemo
geboren in 1924

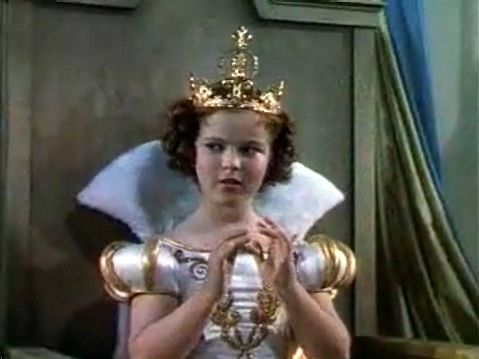
Shirley Temple
geboren in 1928

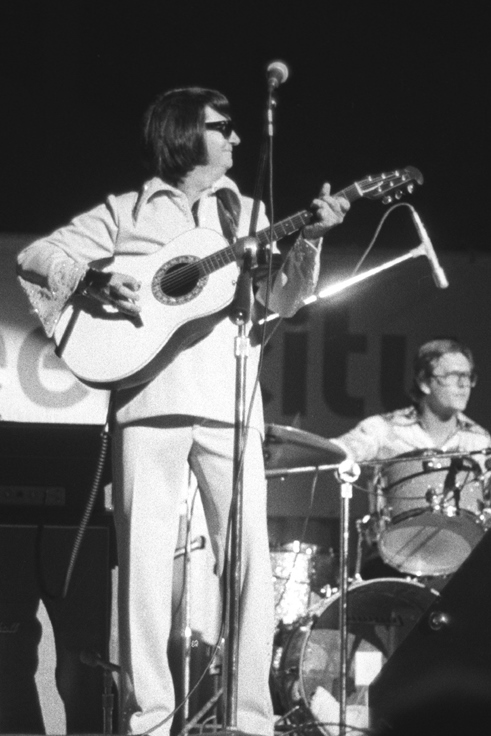
Roy Orbison
geboren in 1936

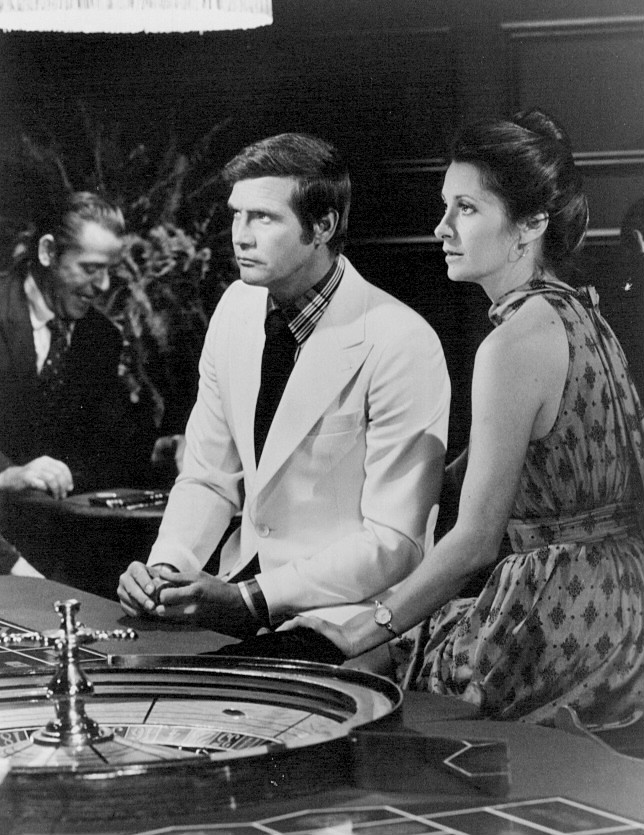
Lee Majors
geboren in 1939

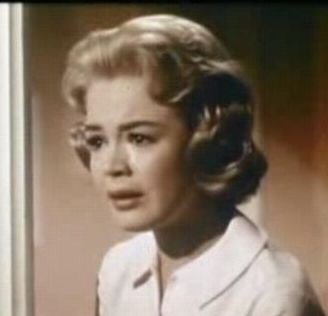
Sandra Dee
geboren in 1942

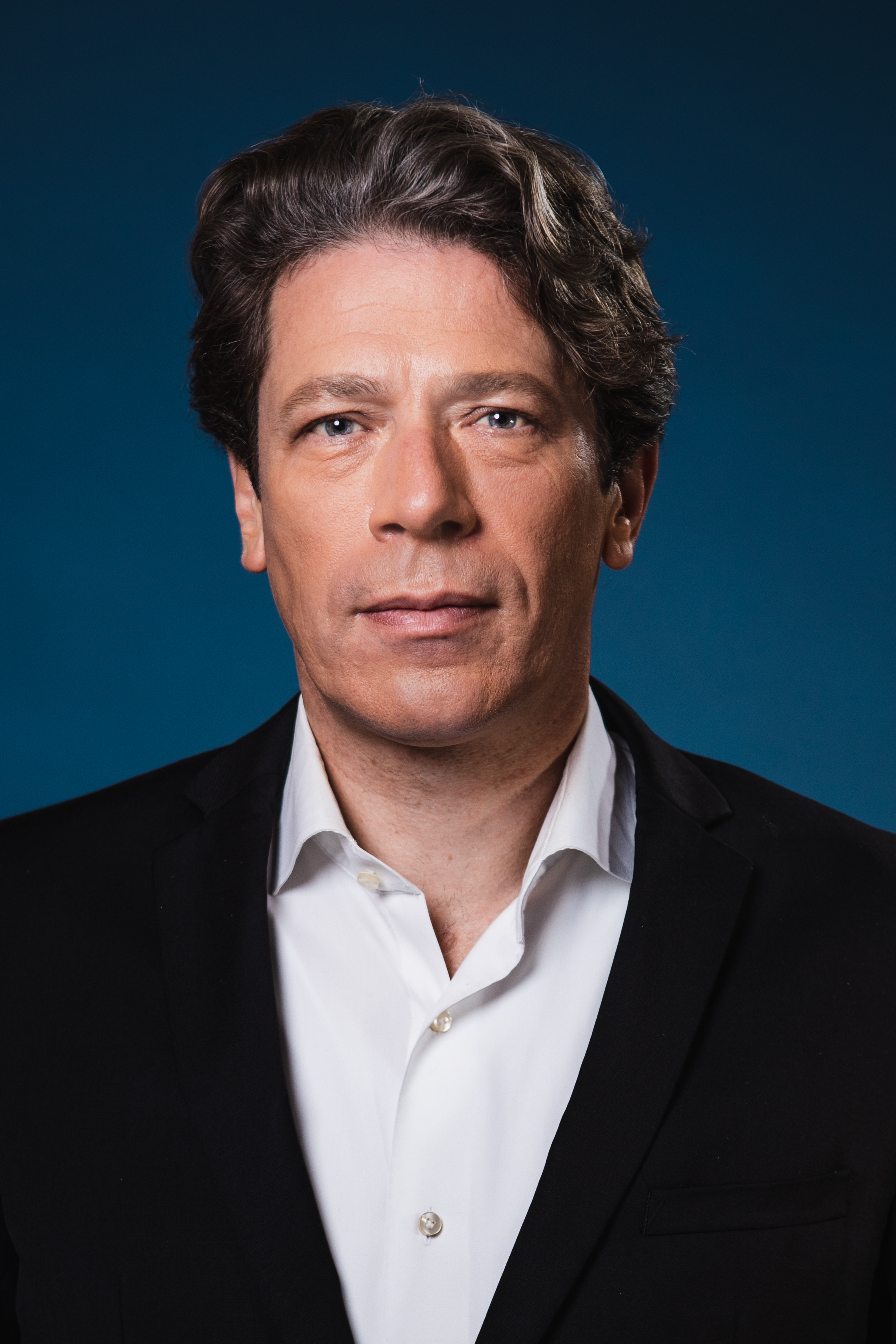
Paul Tang
geboren in 1967

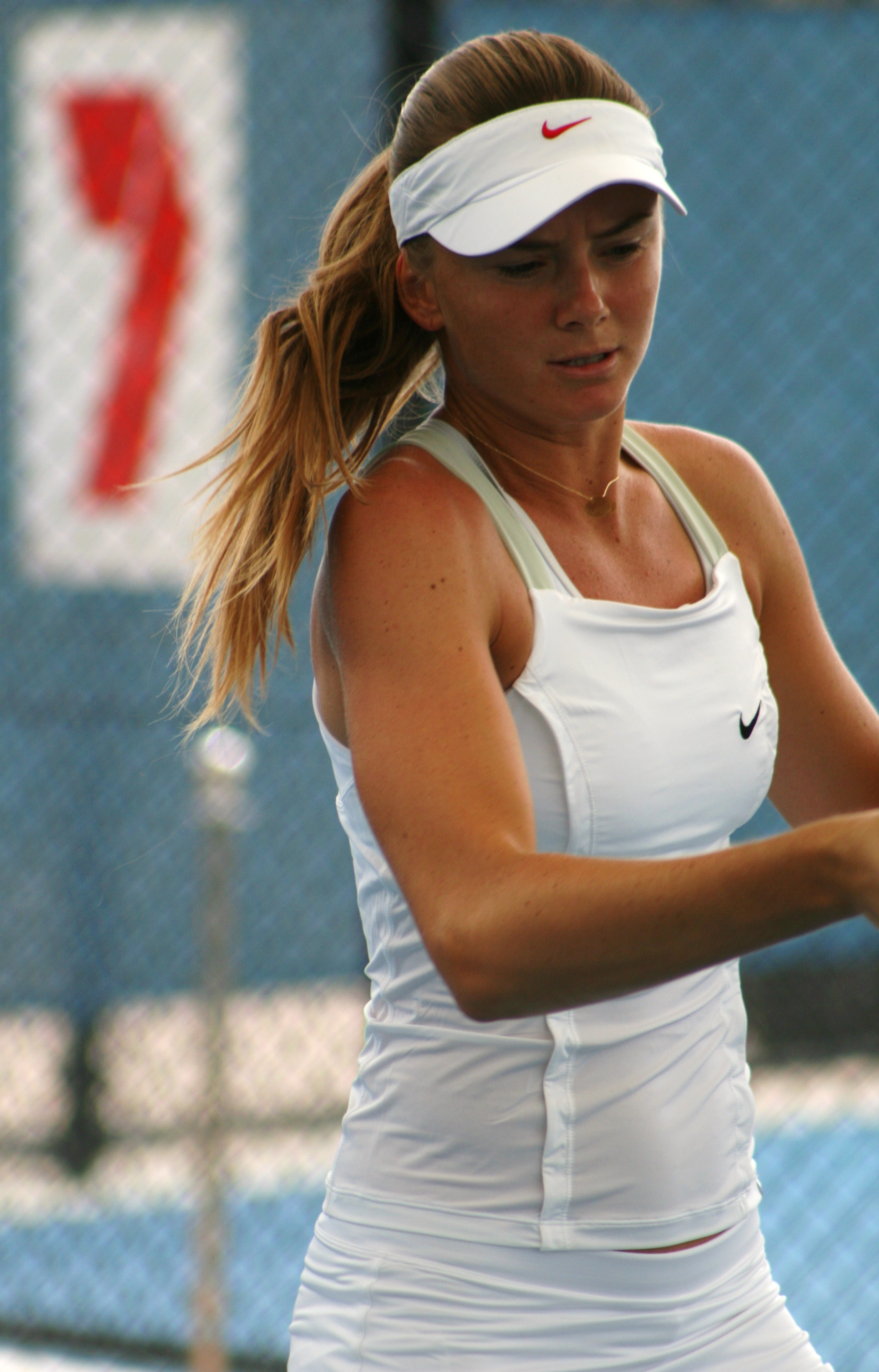
Daniela Hantuchová
geboren in 1983

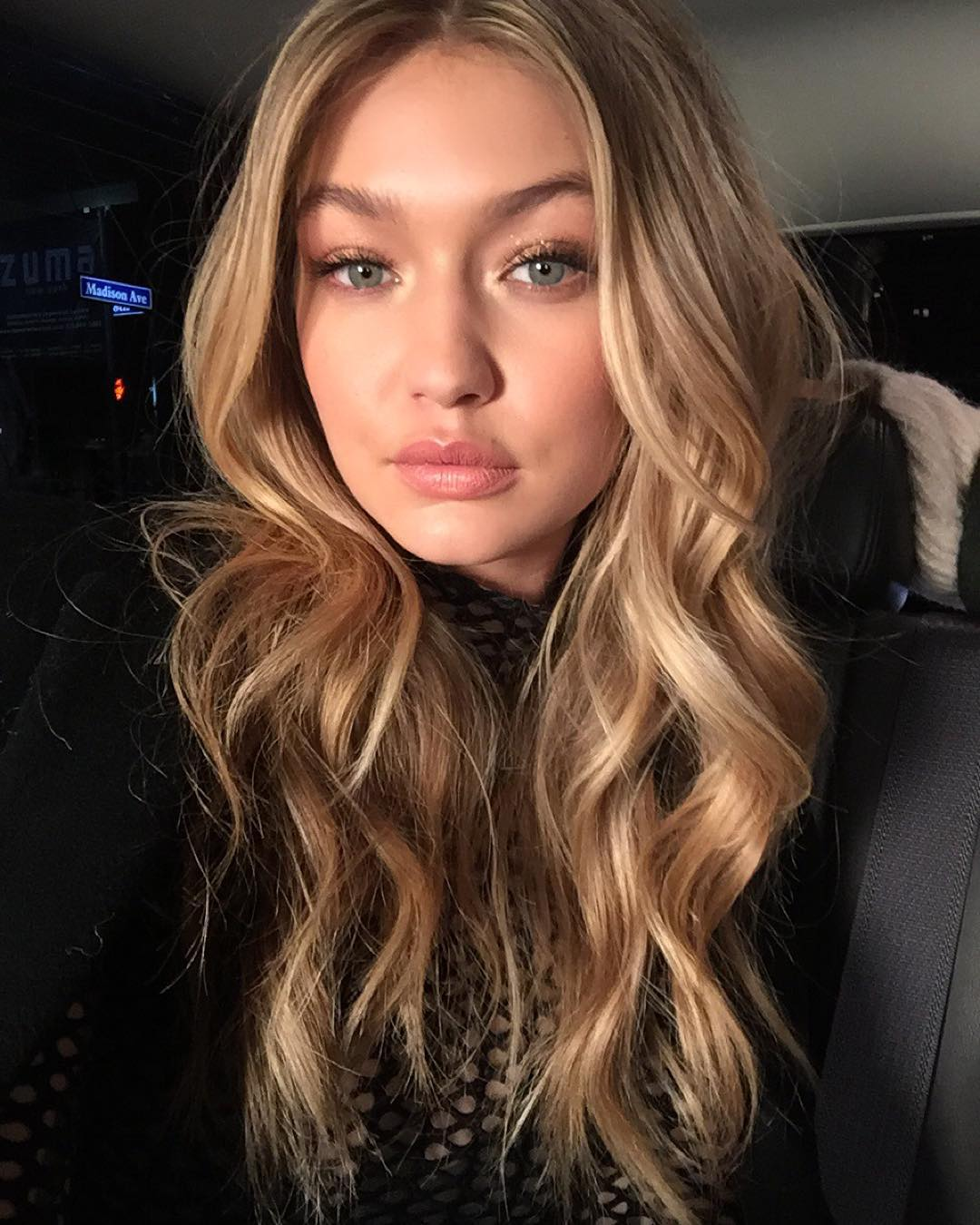
Gigi Hadid
geboren in 1995

- 1170 - Isabella van Henegouwen, koningin van Frankrijk (overleden 1190)
- 1464 - Johanna van Frankrijk, eerste echtgenote van de latere koning Lodewijk XII van Frankrijk; heilig in 1950 (overleden 1505)
- 1508 - Georg Sabinus, Duits geleerde (overleden 1560)
- 1564 - William Shakespeare, Brits toneelschrijver en dichter (overleden 1616)
- 1598 - Maarten Harpertszoon Tromp, Nederlands zeeheld (overleden 1653)
- 1738 - Frederik August van Nassau-Usingen, hertog van Nassau (overleden 1816)
- 1775 - William Turner, Engels impressionistisch schilder (overleden 1851)
- 1791 - James Buchanan, vijftiende president van de Verenigde Staten (overleden 1868)
- 1803 - Jules Joseph d'Anethan, Belgisch politicus (overleden 1888)
- 1823 - Abdülmecit, Ottomaans sultan (overleden 1861)
- 1834 - Marie Adrien Perk, Nederlands predikant en schrijver (overleden 1916)
- 1858 - Max Planck, Duits natuurkundige en Nobelprijswinnaar (overleden 1947)
- 1876 - Arthur Moeller van den Bruck, Duits schrijver en cultuurhistoricus (overleden 1925)
- 1884 - Jusztinián Serédi, Hongaars kardinaal-aartsbisschop van Esztergom (overleden 1945)
- 1888 - Marcel L'Herbier, Frans regisseur en scenarioschrijver (overleden 1979)
- 1889 - Karel Doorman, Nederlands marineofficier (overleden 1942)
- 1891 - Sergej Prokofjev, Russisch componist (overleden 1953)
- 1895 - John Ainsworth-Davis, Welsh atleet (overleden 1976)
- 1895 - Ngaio Marsh, Nieuw-Zeelands detectiveschrijfster (overleden 1982)
- 1896 - Dmitri Maksoetov, Russisch opiticus en astronoom (overleden 1964)
- 1901 - Wim Bolten, Nederlands atleet (overleden 1971)
- 1904 - Jan Blankers, Nederlands atleet, atletiekcoach en sportjournalist (overleden 1977)
- 1907 - Lee Miller, Amerikaans fotografe en fotomodel (overleden 1977)
- 1909 - Hermanus Coenradi, Nederlands verzetsstrijder (overleden 1941)
- 1910 - Piet Aalberse, Nederlands KVP-politicus en Tweede Kamerlid (overleden 1989)
- 1912 - Alberto Santiago Lovell, Argentijns bokser (overleden 1966)
- 1914 - Jules Bosmans, Belgisch atleet (overleden 2000)
- 1917 - Jaap Kistemaker, Nederlands kernfysicus (overleden 2010)
- 1918 - Aleksandr Ponomarjov, Sovjet-Oekraïens voetballer (overleden 1973)
- 1919 - Anne Buydens, Belgisch-Amerikaans actrice (overleden 2021)
- 1919 - Yoshitaro Nomura, Japans filmregisseur (overleden 2005)
- 1919 - Jens Quistgaard, Deens ontwerper (overleden 2008)
- 1921 - Janet Blair, Amerikaans film- en televisieactrice (overleden 2007)
- 1922 - Fadil Hadžić, Kroatisch regisseur en toneelschrijver (overleden 2011)
- 1923 - Dolph Briscoe, Amerikaans politicus (overleden 2010)
- 1924 - Ruth Leuwerik, Duits actrice (overleden 2016)
- 1924 - Margit Sandemo, Noors-Zweeds schrijfster (overleden 2018)
- 1926 - J.P. Donleavy, Iers-Amerikaans schrijver (overleden 2017)
- 1926 - Éva Janikovszky, Hongaars kinderboekenschrijfster (overleden 2003)
- 1927 - Jorge Duilio Benítez (Benítez), Paraguayaans voetballer
- 1928 - Shirley Temple, Amerikaans actrice en politica (overleden 2014)
- 1929 - Heimen Lagerwaard, Nederlands voetballer (overleden 2006)
- 1929 - George Steiner, Frans-Amerikaans schrijver en filosoof (overleden 2020)
- 1930 - Duvall Hecht, Amerikaans roeier (overleden 2022)
- 1930 - Alan Oppenheimer, Amerikaans acteur/stemacteur
- 1932 - Jim Fixx, Amerikaans journalist en auteur (overleden 1984)
- 1933 - Valentin Boeboekin, Sovjet-Russisch voetballer en trainer (overleden 2008)
- 1935 - Franco Citti, Italiaans acteur (overleden 2016)
- 1935 - Bunky Green, Amerikaans jazzsaxofonist, -componist, -arrangeur en -docent (overleden 2025)
- 1936 - Etienne Elias, Belgisch kunstschilder (overleden 2007)
- 1936 - Roy Orbison, Amerikaans zanger (overleden 1988)
- 1937 - Jan Keja, Nederlands regisseur (overleden 2024)
- 1939 - Jorge Fons, Mexicaans filmregisseur (overleden 2022)
- 1939 - Lee Majors, Amerikaans acteur (o.a. De Man van Zes Miljoen)
- 1939 - Stanisław Wielgus, Pools aartsbisschop van Warschau (2007)
- 1939 - Ray Peterson, Amerikaans zanger (o.a. Tell Laura I love her) (overleden 2005)
- 1940 - Michael Copps, Amerikaans hoogleraar en bestuurder
- 1940 - Harke Iedema, Nederlands organist (overleden 2023)
- 1940 - Mary Kok, Nederlands zwemster
- 1941 - Jacqueline Boyer, Frans zangeres
- 1941 - Arie den Hartog, Nederlands wielrenner (overleden 2018)
- 1942 - Sandra Dee, Amerikaans actrice (overleden 2005)
- 1943 - Gert-Jan Dröge, Nederlands televisiepresentator, programmamaker, journalist, acteur en schrijver (overleden 2007)
- 1943 - Paul Smart, Brits motorcoureur (overleden 2021)
- 1943 - Bob van Tol, Nederlands acteur (overleden 2005)
- 1943 - Frans Koppelaar, Nederlands kunstschilder
- 1943 - Iñaki Sáez, Spaans voetballer en voetbaltrainer
- 1943 - Hervé Villechaize, Frans acteur (Tattoo van Fantasy Island) (overleden 1993)
- 1944 - Eduardo Flores, Argentijns voetballer (overleden 2022)
- 1946 - Anatolij Bysjovets, Russisch-Oekraïens voetballer en trainer
- 1947 - Vincent van Engelen, Nederlands radio-dj, presentator en stemacteur (overleden 2025)
- 1947 - Trudy Schaap, zangeres van Saskia & Serge
- 1948 - Karin Beek, Nederlands beeldhouwster
- 1948 - Fons Tans, Nederlands politicus (overleden 2022)
- 1949 - David Cross, Brits musicus
- 1949 - John Miles, Brits zanger (overleden 2021)
- 1949 - Michel Szulc-Krzyzanowski, Nederlands fotograaf
- 1951 - Loek Hermans, Nederlands politicus
- 1952 - Jean-Dominique Bauby, Frans auteur en redacteur (overleden 1997)
- 1954 - Tony Atlas, Amerikaans bodybuilder, powerlifter en professioneel worstelaar
- 1954 - Lucinda Jenney, Amerikaans actrice
- 1954 - Michael Moore, Amerikaans documentairemaker/activist
- 1955 - Tony Miles, Brits schaker (overleden 2001)
- 1955 - Raimo Kuuluvainen, Fins voetballer (overleden 1999)
- 1957 - Jan Hooks, Amerikaans actrice en comédienne (overleden 2014)
- 1957 - Dieter Wiedenmann, West-Duits roeier (overleden 1994)
- 1958 - Ben van Beurden, Nederlands bestuurder
- 1960 - Valerie Bertinelli, Amerikaans actrice
- 1961 - Dirk Bach, Duits komiek en tv-persoonlijkheid (overleden 2012)
- 1961 - Chris Kneifel, Amerikaans autocoureur
- 1962 - John Hannah, Schots acteur
- 1963 - Martin Brunner, Zwitsers voetbaldoelman
- 1963 - Pia Cramling, Zweeds schaakster
- 1963 - Rolf Wouters, Nederlands televisiepresentator
- 1964 - Corine Boon, Nederlands televisiepresentatrice
- 1964 - Cunera van Selm, Nederlands radio- en televisiepresentatrice
- 1966 - Lembit Oll, Estisch schaker (overleden 1999)
- 1966 - Jim Stynes, Australisch Australianfootballspeler (overleden 2012)
- 1967 - Katia Alens, Miss België en Belgisch presentatrice
- 1967 - Kari-Pekka Laaksonen, Fins autocoureur
- 1967 - Melina Kanakaredes, Amerikaans actrice
- 1967 - Paul Tang, Nederlands econoom en politicus
- 1968 - Bas Haring, Nederlands filosoof
- 1968 - Timothy McVeigh, Amerikaans terrorist, pleger van de bomaanslag in Oklahoma City (overleden 2001)
- 1968 - Wouter van Pelt, Nederlands hockeyer
- 1969 - P.J. Jones, Amerikaans autocoureur
- 1970 - Egemen Bağış, Turks minister
- 1970 - Tayfur Havutçu, Turks voetballer
- 1971 - Philippe Henry, Belgisch politicus
- 1971 - Andrew Kreisberg, Amerikaans scenarioschrijver
- 1972 - Demet Akalın, Turks mannequin en actrice
- 1972 - Tony Chapron, Frans voetbalscheidsrechter
- 1972 - Johnson Kubisa, Botswaans atleet
- 1972 - Amira Medunjanin, Bosnisch zangeres
- 1973 - Filip Joos, Belgisch sportverslaggever en voetbalanalist
- 1976 - Tesfaye Jifar, Ethiopisch atleet
- 1976 - Dirk van 't Klooster, Nederlands honkballer
- 1977 - John Cena, Amerikaans worstelaar
- 1977 - Ethel Fraser, Surinaams voetbalster
- 1977 - Andruw Jones, Curaçaos honkballer
- 1977 - Lee Young-pyo, Zuid-Koreaans voetballer
- 1977 - Bram Schmitz, Nederlands wielrenner
- 1978 - Gezahegne Abera, Ethiopisch atleet
- 1978 - Susanne Hahn, Duits atlete
- 1979 - Barry Hawkins, Engels snookerspeler
- 1979 - Lauri Ylönen, Fins zanger
- 1981 - Ferahiwat Gamachu Tulu, Ethiopisch-Belgisch atlete
- 1981 - Hiroaki Ishiura, Japans autocoureur
- 1981 - Lady Gabriella Windsor, lid van de Britse koninklijke familie
- 1983 - Taio Cruz, Brits zanger en producer
- 1983 - Daniela Hantuchová, Slowaaks tennisster
- 1983 - Gerhard Zandberg, Zuid-Afrikaans zwemmer
- 1984 - Aleksandra Kostenjoek, Russisch schaakster
- 1985 - Fie Udby Erichsen, Deens roeister
- 1985 - Tony Martin, Duits wielrenner
- 1986 - Leandro Bottasso, Argentijns baanwielrenner
- 1986 - Lyudmila Fedotova, Kazachs alpineskiër
- 1986 - Mor Karbasi, Israëlisch zangeres
- 1986 - Sven Kramer, Nederlands schaatser
- 1986 - Eduardo Schwank, Argentijns tennisser
- 1987 - Maaike Timmerman, Nederlands presentatrice
- 1987 - Paul Zwama, Nederlands atleet
- 1988 - Roald van Hout, Nederlands voetballer
- 1989 - Anders Johnson, Amerikaans schansspringer
- 1989 - Nicole Vaidišová, Tsjechisch tennisster
- 1990 - Pepijn Kluin, Nederlands voetballer
- 1990 - Philip Langat, Keniaans atleet
- 1990 - Nikita Misjoelja, Russisch autocoureur
- 1990 - Dev Patel, Brits acteur
- 1990 - Matthew Underwood, Amerikaans acteur
- 1992 - Gunther Ghysels, Belgisch ondernemer en voormalig professioneel motorcrosser
- 1992 - Mai Verbij, Japans-Nederlands radio-dj
- 1995 - Gigi Hadid, Amerikaans fotomodel
- 1996 - Álex Márquez, Spaans motorcoureur
- 1997 - Tobi Amusan, Nigeriaans atlete
- 1997 - Zach Apple, Amerikaans zwemmer
- 1997 - Peng Cheng, Chinees kunstschaatsster
- 1998 - Selma Sól Magnúsdóttir, IJslands voetbalster
- 2000 - Chloe Kim, Amerikaans snowboardster
- 2001 - Cleo Demetriou, Cypriotisch-Brits actrice
- 2002 - Craig Galliano, Gibraltarees darter en voetballer
- 2002 - Yannick Leliendal, Nederlands voetballer
- 2002 - Jane Widdop, Amerikaans actrice
- 2002 - David Møller Wolfe, Noors voetballer
- 2002 - Gian van Veen, Nederlands darter
- 2003 - Laetitia Maria van België, Belgisch prinses
- 2004 - Diogo Moreira, Braziliaans motorcoureur
- 2006 - Jon Martín, Spaans voetballer
- 2007 - Ugo Ugochukwu, Amerikaans autocoureur

## Overleden

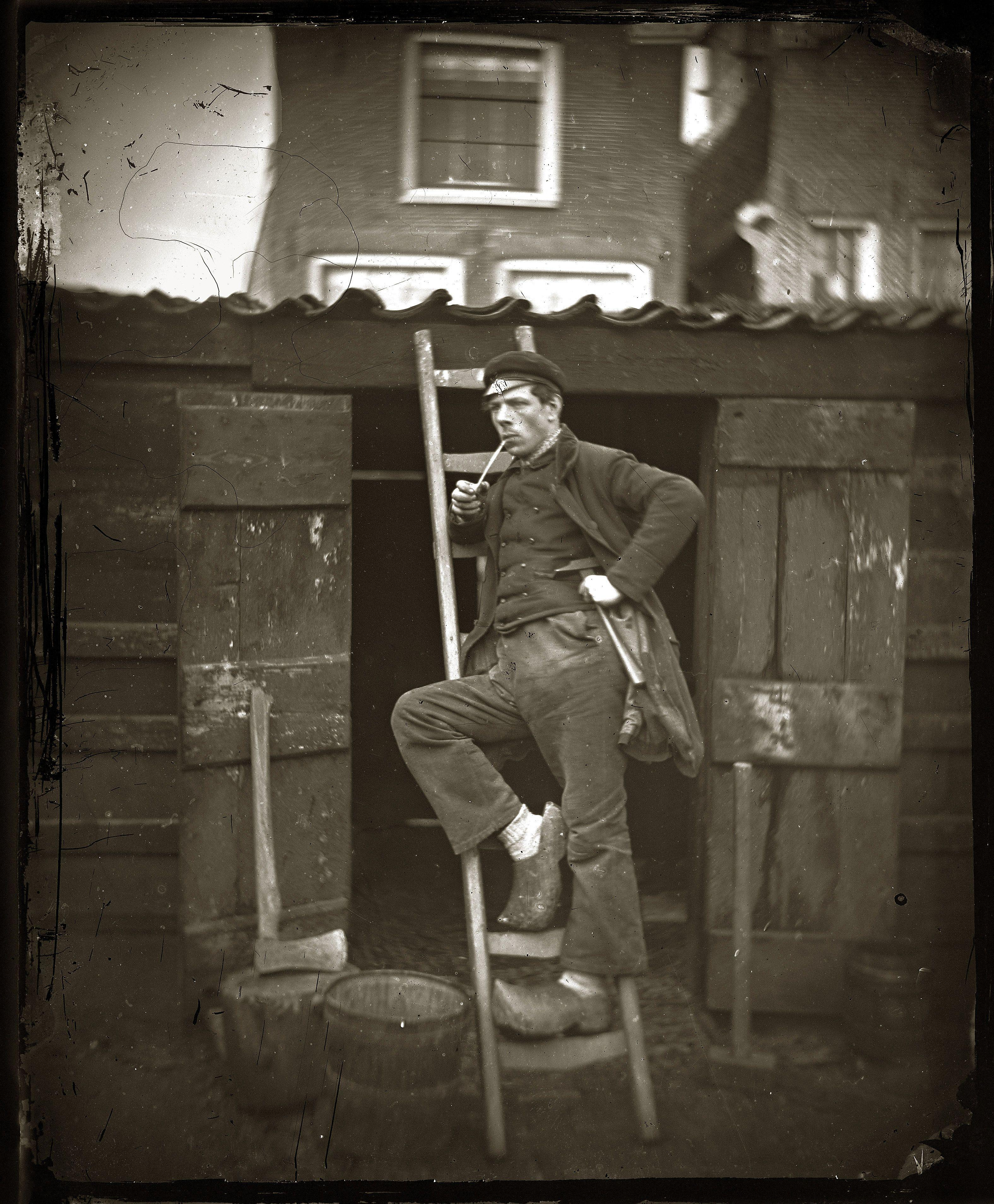
Jacob Olie
overleden in 1905

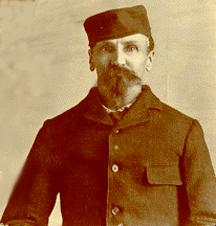
Alfred Packer
overleden in 1907

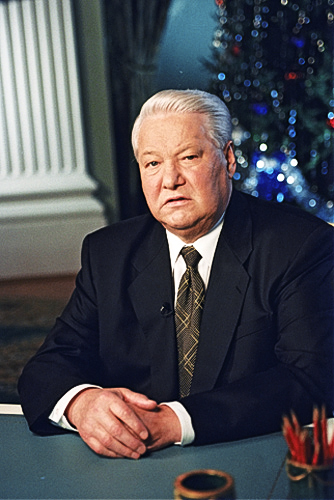
Boris Jeltsin
overleden in 2007

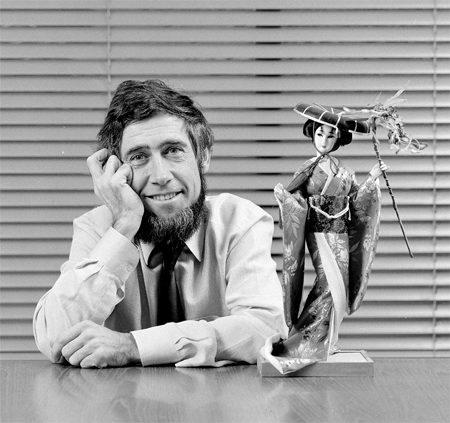
Chriet Titulaer
overleden in 2017

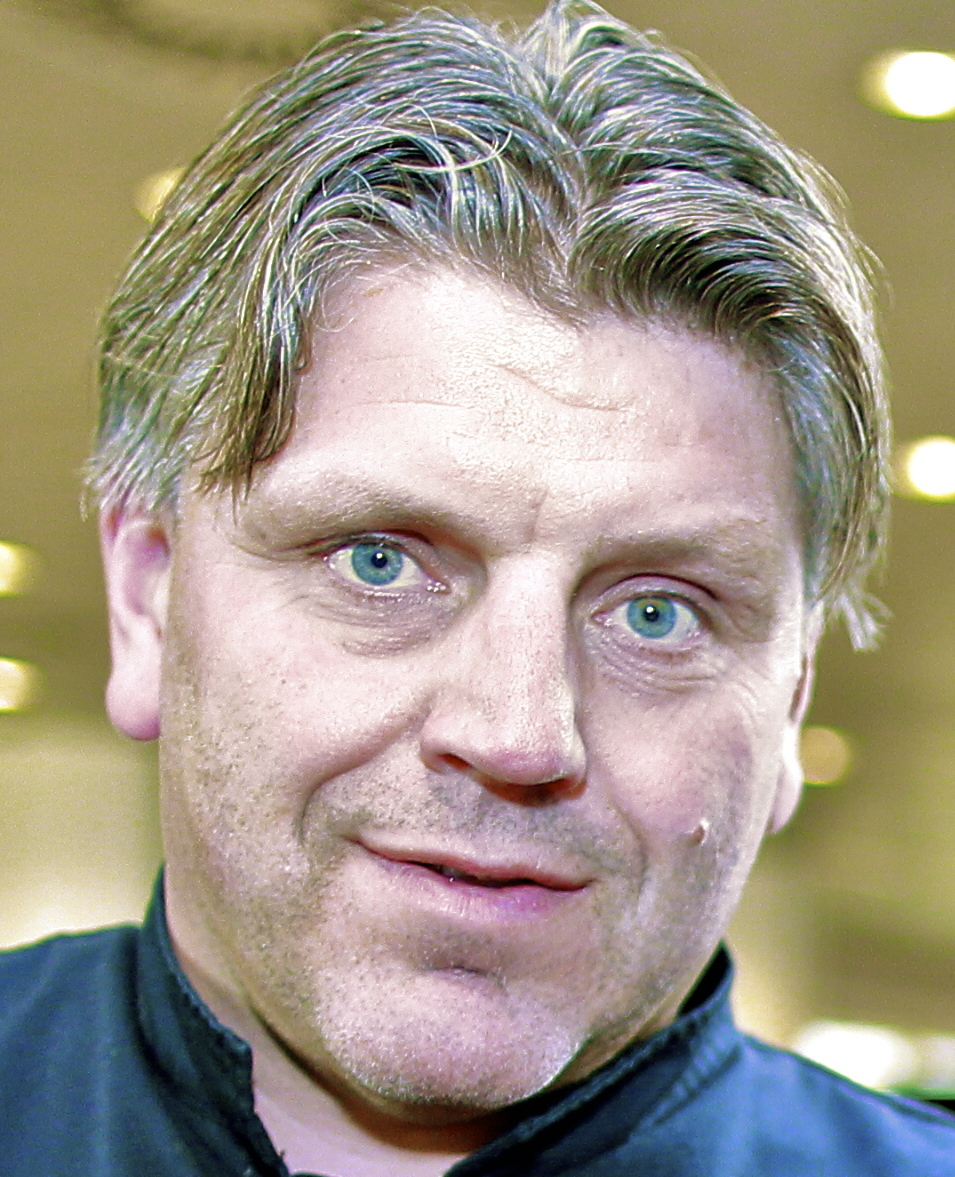
Jonnie Boer
overleden in 2025

- 303 - Sint-Joris (?), martelaar en heilige
- 725 - Wihtred (~55), koning van Kent
- 944 - Wichman de oude (~44), graaf in de Bardengouw en graaf in Wigmodia
- 1014 - Brian Boru, hoge koning van Ierland
- 1616 - Miguel de Cervantes (68), Spaans schrijver
- 1616 - William Shakespeare (52), Brits schrijver
- 1847 - Erik Gustaf Geijer (64), Zweeds schrijver, historicus, dichter, filosoof en componist
- 1850 - William Wordsworth (80), Engels dichter
- 1905 - Jacob Olie (70), Nederlands fotograaf
- 1907 - Alfred Packer (65), Amerikaans misdadiger
- 1914 - Edward Robert Hughes (64), Engels kunstschilder
- 1915 - Rupert Brooke (27), Engels dichter
- 1928 - Ilta Ekroos (80), Fins operazangeres
- 1935 - Lorenzo Schioppa (63), Italiaans nuntius in Nederland
- 1951 - Charles Dawes (85), Amerikaans politicus en Nobelprijswinnaar
- 1963 - Itzhak Ben-Zvi (78), president van Israël
- 1963 - Bernard Truffino (66), Nederlands burgemeester
- 1964 - Karl Polanyi (77), Hongaars socioloog en econoom
- 1965 - Fien de la Mar (67), Nederlands actrice en cabaretière
- 1965 - Gerlacus Moes (62), Nederlands zwemmer
- 1967 - Georges Holvoet (93), Belgisch advocaat
- 1971 - Dempsey Wilson (44), Amerikaans autocoureur
- 1972 - Hein Vos (68), Nederlands politicus
- 1976 - Karl Schäfer (66), Oostenrijks kunstschaatser en zwemmer
- 1981 - Stefano Bontade (42), Italiaans misdadiger
- 1981 - James Angus Gillan (95), Brits roeier
- 1981 - Antonius Kessen (66), Nederlands burgemeester
- 1981 - Josep Pla (84), Spaans schrijver en journalist
- 1986 - Harold Arlen (81), Amerikaans musicus, songwriter en musicalproducent
- 1986 - Otto Preminger (80), Oostenrijks-Amerikaans filmregisseur
- 1986 - Alberto Zorrilla (80), Argentijns zwemmer
- 1990 - Paulette Goddard (79), Amerikaans filmactrice
- 1992 - Ronnie Bucknum (56), Amerikaans Formule 1-coureur
- 1992 - Jetty Cantor (88), Nederlands violiste, zangeres en actrice
- 1992 - Satyajit Ray (70), Indiaas-Bengaals filmmaker
- 1993 - César Chávez (65), Mexicaans-Amerikaans vakbondsleider en burgerrechtenactivist
- 1993 - Jules-Victor Daem (90), Belgisch bisschop van Antwerpen
- 1993 - Daniel Jones (80), Welsh componist
- 1994 - Cécile Dreesmann (74), Nederlands textielkunstenaar
- 1994 - Jimmy Izquierdo (31), Ecuadoraans voetballer
- 1995 - Pier Tania (70), Nederlands televisiepresentator
- 1996 - Mario Luigi Ciappi (86), Italiaans curiekardinaal
- 1998 - Konstantinos Karamanlis (91), Grieks staatsman
- 1998 - James Earl Ray (70), Amerikaans crimineel
- 1998 - Dirk van der Wel (80), Nederlands jurist
- 2000 - Herman van Wissen (89), Nederlands architect en kunstschilder
- 2001 - Lennart Atterwall (90), Zweeds atleet
- 2001 - Fadil Hoxha (85), Joegoslavisch politicus
- 2003 - Eugene van der Heijden (82), Nederlands verzetsstrijder
- 2004 - Cor Keijzer (67), Nederlands vredesactivist en hervormd predikant
- 2004 - Herman Veenstra (92), Nederlands waterpolospeler
- 2005 - John Mills (97), Engels acteur
- 2007 - David Halberstam (73), Amerikaans journalist
- 2007 - Boris Jeltsin (76), Russisch president
- 2009 - Timothy Wright (61), Amerikaans gospelzanger
- 2010 - Ann Vervoort (33), Belgisch zangeres
- 2011 - Peter Kiprotich (32), Keniaans atleet
- 2011 - Max van der Stoel (86), Nederlands politicus
- 2011 - Stephen Westmaas (39), Surinaams komiek, muzikant en presentator
- 2012 - Chris Ethridge (65), Amerikaans bassist en lid van The Flying Burrito Brothers
- 2013 - Walter Boeykens (75), Belgisch dirigent en klarinettist
- 2013 - Len Rempt-Halmmans de Jongh (85), Nederlands politica
- 2013 - Renate Vincken (69), Nederlands beeldend kunstenares
- 2014 - Jaap Havekotte (102), Nederlands schaatser en ondernemer
- 2014 - Roelf Hofstee Holtrop (88), Nederlands burgemeester
- 2014 - Conrado Marrero (102), Cubaans honkballer
- 2015 - Sawyer Sweeten (19), Amerikaans kindacteur
- 2016 - Carla Braan (54), Nederlands turnster
- 2016 - Paul De Meulder (63), Belgisch radiopresentator
- 2016 - Banharn Silpa-archa (83), Thais politicus
- 2017 - Philip Houben (76), Nederlands burgemeester
- 2017 - František Rajtoral (31), Tsjechisch voetballer
- 2017 - Chriet Titulaer (73), Nederlands sterrenkundige, wetenschapper en televisiepresentator
- 2018 - Arthur B. Rubinstein (80), Amerikaans componist en dirigent
- 2018 - Art Simmons (92), Amerikaans jazz-pianist
- 2018 - Henk Temming (94), Nederlands voetballer
- 2019 - Groothertog Jan van Luxemburg (98)
- 2019 - David Winters (80), Brits-Amerikaans acteur, choreograaf en regisseur
- 2019 - Johan Witteveen (97), Nederlands politicus
- 2020 - Norbert Blüm (84), Duits politicus
- 2020 - Patrick Leo McCartie (94), Brits bisschop
- 2020 - Henk Overgoor (75), Nederlands voetballer
- 2021 - Fredi (Matti Kalevi Siitonen) (78), Fins acteur, zanger en televisiepresentator
- 2021 - Milva (Maria Ilva Biolcati) (81), Italiaans zangeres en actrice
- 2021 - Bill Whittington (71), Amerikaans autocoureur
- 2022 - Orrin Hatch (88), Amerikaans politicus
- 2022 - Arno Hintjens (72), Belgisch zanger
- 2023 - Tori Bowie (32), Amerikaans atlete
- 2023 - Boris Markarov (88), Russisch waterpolospeler
- 2024 - Terry Carter (95), Amerikaans acteur
- 2024 - Robert H. Dennard (91), Amerikaans ingenieur en uitvinder
- 2024 - Henk Jongerius (82), Nederlands prior en tekstdichter
- 2024 - Yukio Kasaya (80), Japans schansspringer
- 2024 - Rene Saguisag (84), Filipijns politicus
- 2025 - Jonnie Boer (60), Nederlands chef-kok en horecaondernemer
- 2025 - André Bosson (83), Zwitsers voetballer en voetbalcoach
- 2025 - Wim Bravenboer (78), Nederlands wielrenner[7]
- 2025 - Chris Cauwenberghs (78), Belgisch acteur
- 2025 - Waltraut Haas (97), Oostenrijks actrice en zangeres
- 2025 - Frans Heesen (78), Nederlands ondernemer
- 2025 - Fouad Mebazaa (91), Tunesisch politicus
- 2025 - Jaromír Paciorek (45), Tsjechisch voetballer

## Viering/herdenking

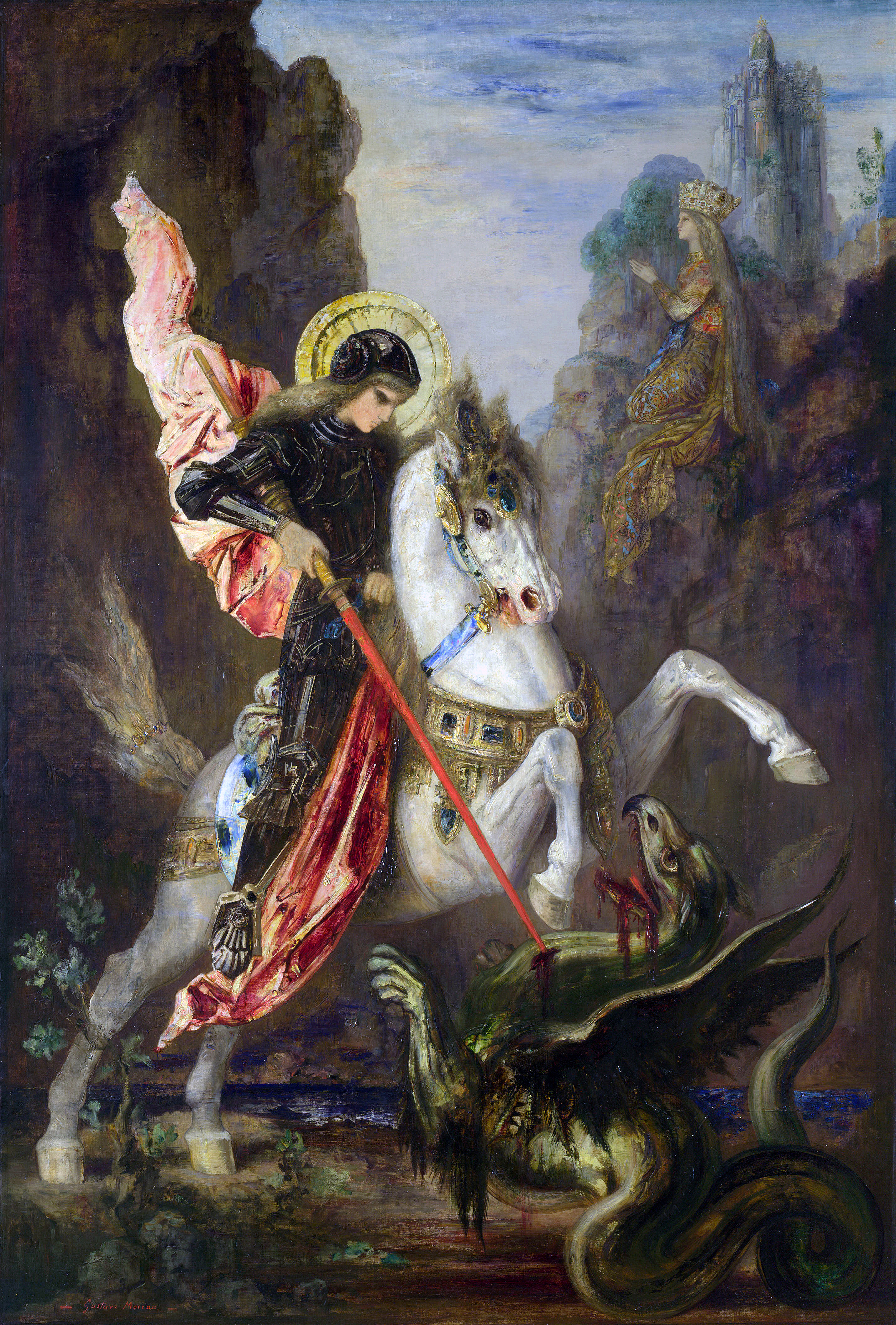
H. Joris

- Engeland: Saint George's Day, beschermheilige van Engeland. Soms voorgesteld als Nationale feestdag.
- Aragón: Dia de Aragón, Sint-Joris feest, beschermheilige van Aragón en zijn Kroon.
- Spanje (vooral Catalonië): Diada de Sant Jordi
- Castilië en León: Herdenking van de Slag bij Villalar en de Opstand van de comunidades in 1521
- Wereldboekendag (UNESCO) ter ere van de sterfdag van Cervantes en de geboortedag van Shakespeare (beide op 23 april 1616).
- Europese talendag
- Dag van het Duitse bier (sinds 1994), omdat op 23 april 1516 hertog Willem IV van Beieren het "reinheidsgebod" uitvaardigde.
- Kinderfeest in Turkije
- rooms-katholieke kalender:
  - Heilige Joris († c. 303) - Vrije Gedachtenis - patroon van Engeland, de ruiters, scouts en militairen Diada de Sant Jordi in Catalonië, waarop de jongen het meisje een roos en het meisje de jongen een boek geeft. (zie Sint-Jorisdag)
  - Heilige Adalbert van Praag († 997) - Vrije Gedachtenis
  - Heilige Gerard (van Toul) († 994)
  - Heiligen Martelaren van Vienne: Felix († 212)
  - Heilige (?) Brian Boru († 1014)
  - Zalige Maria Gabriëlla Sagheddu († 1939)
- Pasen in 1628, 1848, 1905, 1916, 2000. Eerstvolgende is in 2079.

## Weerextremen

### Nederland
| | Officiële records | Officiële records | Officiële records |      | Landelijke records                 | Landelijke records | Landelijke records |
| Gebeurtenis | Jaar              | Extreem           | Locatie           | Jaar | Extreem                            | Locatie            | |
| --- | ----------------- | ----------------- | ----------------- | ---- | ---------------------------------- | ------------------ | --- |
| Laagste etmaalgemiddelde temperatuur (°C) | 1981              | 2,6               | De Bilt           |      | 1981                               | 1,6                | Deelen |
| Hoogste etmaalgemiddelde temperatuur (°C) | 2011              | 18,9              | De Bilt           |      | 2011                               | 19,8               | Gilze-Rijen |
| Laagste minimumtemperatuur (°C) | 1981              | −3,3              | De Bilt           |      | 1997                               | −5,2               | Twenthe |
| Hoogste minimumtemperatuur (°C) | 1971              | 12,5              | De Bilt           |      | 2011                               | 14,1               | Vlissingen |
| Laagste maximumtemperatuur (°C) | 1903              | 4,1               | De Bilt           |      | 1903                               | 4,1                | De Bilt |
| Hoogste maximumtemperatuur (°C) | 2011              | 26,3              | De Bilt           |      | 2011                               | 27,8               | Hoek van Holland |
| Hoogste uurgemiddelde windsnelheid (m/s) | 1947              | 17,0              | De Bilt           |      | 1947                               | 22,1               | De Kooy |
| Hoogste windstoot (m/s) | 1960, 1970, 1977  | 17,5              | De Bilt           |      | 2016                               | 27,0               | Huibertgat |
| Langste zonneschijnduur (uur) | 1984, 2010, 2020  | 13,4              | De Bilt           |      | 1984 2005 2009 2010 2011 2020 2021 | 13,5               | De Kooy Leeuwarden Vlissingen, Westdorpe, Wilhelminadorp Berkhout, Eelde, Hoogeveen, Hupsel, Marknesse, Stavoren, Volkel Leeuwarden Berkhout, Cabauw Hoek van Holland, Vlissingen, Westdorpe, Wilhelminadorp |
| Langste neerslagduur (uur) | 1966              | 10,9              | De Bilt           |      | 2000                               | 14,2               | Eelde |
| Hoogste etmaalsom van de neerslag (mm) | 1966              | 14,1              | De Bilt           |      | 2023                               | 32,0               | Hoek van Holland |
| Laagste etmaalgemiddelde relatieve vochtigheid (%) | 1901              | 41                | De Bilt           |      | 1940                               | 33                 | Maastricht |
| Laagste uurwaarde luchtdruk op zeeniveau (hPa) | 1969              | 989,0             | De Bilt           |      | 1969                               | 988,5              | Rotterdam |
| Hoogste uurwaarde luchtdruk op zeeniveau (hPa) | 1917              | 1031,0            | De Bilt           |      | 1912                               | 1032,4             | Eelde |
| Officiële records worden altijd gemeten op het KNMI-weerstation in De Bilt. Landelijke records kunnen worden gemeten op elk officieel KNMI-weerstation in Nederland. |                   |                   |                   |      |                                    |                    | |

Uitzonderlijke gebeurtenissen
- 1940 - Eerste officiële warme dag van het jaar (maximumtemperatuur ≥ 20 °C in De Bilt)
- 1940 - Eerste landelijke zomerse dag van het jaar gemeten in Maastricht (maximumtemperatuur ≥ 25 °C op een officieel weerstation)
- 1994 - Eerste officiële warme dag van het jaar (maximumtemperatuur ≥ 20 °C in De Bilt)
- 2023 - Officieel hoogste etmaalgemiddelde temperatuur in °C van april dit jaar gemeten in De Bilt: 11,5
- 2023 - Landelijk hoogste etmaalsom van de neerslag in mm van april dit jaar gemeten in Hoek van Holland: 32,0
- 2024 - Officieel laagste etmaalgemiddelde temperatuur in °C van april dit jaar gemeten in De Bilt: 5,5 (voorlopig). Samen met 22 april
- 2024 - Landelijk laagste etmaalgemiddelde temperatuur in °C van april dit jaar gemeten in Eelde: 4,6 (voorlopig). Samen met 22 april
- 2024 - Officieel laagste minimumtemperatuur in °C van april dit jaar gemeten in De Bilt: −1,9 (voorlopig)
- 2024 - Landelijk laagste minimumtemperatuur in °C van april dit jaar gemeten in Wijk aan Zee: −3,5 (voorlopig)

### België
Dagrecords
- 1903 - Laagste etmaalgemiddelde temperatuur 2,1 °C
- 1940 - Hoogste etmaalgemiddelde temperatuur 20,2 °C
- 1929 - Laagste minimumtemperatuur −1,8 °C
- 2011 - Hoogste maximumtemperatuur 26,4 °C
- 2000 - Hoogste etmaalsom van de neerslag 17 mm

Uitzonderlijke gebeurtenissen
- 1997 - Laattijdige vorst veroorzaakt schade aan de fruitteelt.
- 2011 - Voor de tweede dag op rij wordt in Kleine-Brogel (provincie Limburg in België) de hoogste dagtemperatuur van gans Europa gemeten: 29,5 °C.[11]

<< · 1 · 2 · 3 · 4 · 5 · 6 · 7 · 8 · 9 · 10 · 11 · 12 · 13 · 14 · 15 · 16 · 17 · 18 · 19 · 20 · 21 · 22 · 23 · 24 · 25 · 26 · 27 · 28 · 29 · 30 · >>